# Уинник, Даниель
Даниель Уинник (англ. Daniel Winnik; род. 6 марта 1985, Торонто) — канадский хоккеист, нападающий.

## Игровая карьера
С 2001 по 2003 год Уинник играл за «Уэксфорд Рэйдерс» в Юниорской хоккейной лиге Онтарио. Следующие три года он провёл в NCAA за команду университета Нью-Гэмпшира. По итогам второго сезона выступлений забросил 18 шайб и набрал 40 очков.
После первого курса колледжа Даниель Уинник был выбран на драфте НХЛ 2004 года в девятом раунде клубом «Финикс Койотис». 31 марта 2006 года он заключил с клубом трёхлетний контракт новичка, вступивший в силу с сезона 2006/07. Почти сразу же он дебютировал на профессиональном уровне, сыграв в конце сезона 2005/06 в АХЛ за фарм-клуб «Сан-Антонио Рэмпэйдж».
В своем первом полном профессиональном сезоне 2006/07 Уинник выступал за «Рэмпэйдж» в АХЛ, где набрал 21 очко в 66 играх, а также за «Финикс Роудраннерс» в Хоккейной лиге Восточного побережья (ECHL).
Сезон 2007/08 провел в НХЛ, выступая за «Финикс Койотис». Свой первый гол в НХЛ забил 4 октября 2007 года в ворота «Сент-Луис Блюз» (3:2). К концу своего первого сезона в НХЛ Уинник прочно вошёл в основной состав команды.
В чемпионате 2008/09 набрал всего 7 очков в 49 играх, перестал попадать в основной состав и был отправлен в «Сан-Антонио Рэмпэйдж», за который провел 5 игр.
24 июля 2009 года Уинник продлил контракт с «Койотис» на один год.
В сезоне 2009/10 набрал 19 (4+15) очков в 74 играх за команду из Аризоны. В том сезоне «Койотис» впервые за последние восемь лет вышли в плей-офф Кубка Стэнли, но в упорной борьбе уступили в первом раунде «Детройт Ред Уингз» (3:4). Уинник принимал участие во всех семи играх серии, но не отметился набранными очками.
28 июня 2010 года «Финикс Койотис» обменяли Уинника в «Колорадо Эвеланш» на выбор в четвёртом раунде драфта 2012 года. 2 июля 2010 года подписал контракт с «Эвеланш», рассчитанный на два года.
27 февраля 2012 года «Колорадо Эвеланш» обменяли Уинника, нападающего Ти-Джея Гальарди и выбор в седьмом раунде драфта 2013 года, ранее принадлежавший «Анахайму», в «Сан-Хосе Шаркс» на нападающих Джейми Макгинна, Майка Коннолли и Майкла Сгарбоссу.
20 июля 2012 года как свободный агент хоккеист перешёл в «Анахайм Дакс», подписав с клубом контракт на два года.
28 июля 2014 года перешёл в команду из своего родного города «Торонто Мейпл Лифс» и подписал контракт на один год на сумму $ 1,3 млн. За сезон 2014-15 игрок набрал 25 (7+18) очков в 58 матчах.
25 февраля 2015 года был обменян в «Питтсбург Пингвинз» на нападающего Зака Силла, выбор в четвёртом раунде драфта 2015 года и выбор во втором раунде драфта 2016 года. Играя за «пингвинов», Уинник набрал 9 (2+7) очков в 21 матче регулярки НХЛ, но не смог помочь команде выйти в полуфинал конференции плей-офф.
1 июля 2015 года перешёл обратно в «Торонто» и подписал контракт на два года.
29 февраля 2016 года был обменян в клуб «Вашингтон Кэпиталз» на нападающего Брукса Лайха и защитника Коннора Кэррика. Кроме того, «Вашингтон» получил выбор в 5-м раунде драфта 2016 (выбор «Торонто», полученный ранее от «Анахайма»).

## Статистика
| Легенда | Легенда                    | Легенда | Легенда                   | Легенда | Легенда    |
| ------- | -------------------------- | ------- | ------------------------- | ------- | ---------- |
| И       | Количество проведённых игр | Штр     | Штрафное время            | +/−     | Плюс-минус |
| Г       | Голы                       | П       | Голевые передачи          | О       | Очки       |
| -       | Статистика неизвестна      | —       | Статистика не учитывалась |         |            |